# One Piece: Unlimited Cruise SP
One Piece: Unlimited Cruise SP est un jeu vidéo développé par Ganbarion et édité par Namco Bandai Games sur Nintendo 3DS sorti le 26 mai 2011 au Japon sur Nintendo 3DS et puis en février 2012 en Europe.
Ce jeu est en fait un remake des épisodes One Piece : Unlimited Cruise 1 - Le Trésor sous les flots et One Piece : Unlimited Cruise 2 - L'Éveil d'un héros sortis sur Wii, avec des ajouts et bonus supplémentaires.
Cependant, en Europe, seul le premier épisode figure dans cette compilation du même nom, la raison invoquée est le manque de place sur la cartouche pour y intégrer les 5 langues(anglais, allemand, français, italien et espagnol) . Un deuxième jeu nommé One Piece: Unlimited Cruise SP 2 contenant le deuxième jeu est sorti en Europe le 27 juillet 2012, toujours sur Nintendo 3DS. Les deux volets séparés, alors qu'il n'en constituait qu'un seul au Japon, ont reçu un accueil assez mauvais de la critique,, invoquant cette même raison.
L'équipage de Luffy doit de nouveau aider Gabri dans de nouvelles aventures et de nouveaux combats contre de nombreux ennemis toujours plus puissant les uns que les autres (il y a un tableau spécial de la bataille de MarineFord).